# Маджид, Амара
Амара Маджид (1996/1997) — американская активистка-мусульманка и автор книги The Foreigners. В 2015 году она была представлена в программе Би-би-си «100 женщин». Она основательница The Hijab Project, организации, которая расширяет права и возможности мусульманок и поощряет открытый диалог посредством социальных экспериментов.
Её письмо Дональду Трампу, опубликованное журналом Seventeen, привело к её известности в СМИ.
Маджид окончила среднюю школу Тоусона. Она изучает политологию и исламскую жизнь в Брауновском университете и увлекается суфизмом. Маджид намерена поступить в аспирантуру Кембриджского университета. Её семья родом из Шри-Ланки.
Фотография Маджид была ошибочно использована полицией Шри-Ланки при обнародовании подробностей о шести подозреваемых во взрывах на Пасху в Шри-Ланке в 2019 году.